# Drin-Golf

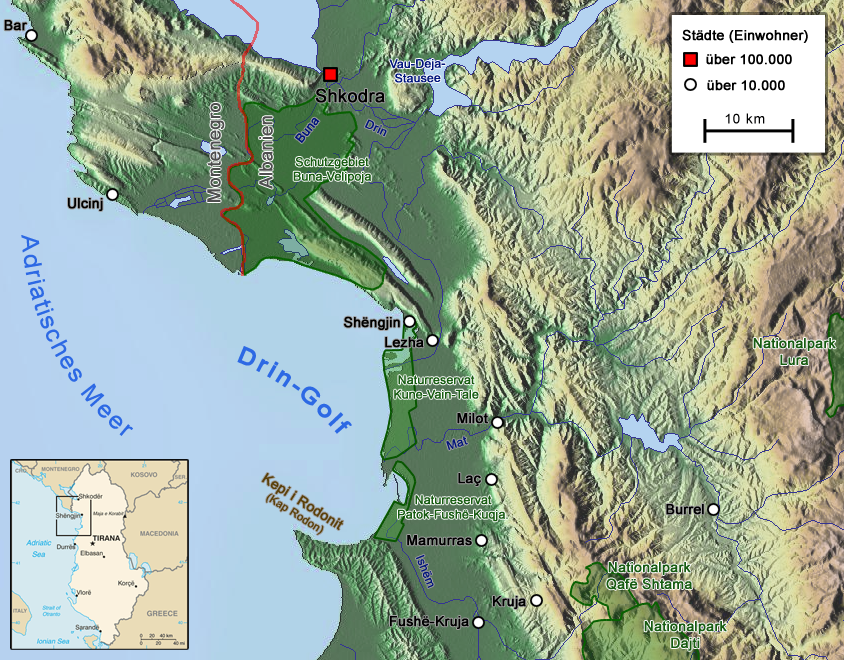
Übersichtskarte des Drin-Golfs

Der Drin-Golf (albanisch Gjiri i Drinit oder Pellgu i Drinit) ist eine Meeresbucht im südöstlichsten Teil der Adria entlang der Küste Nordalbaniens. Die Küstenlinie des Drin-Golfs erstreckt sich von der Mündung der Buna, dem Grenzfluss zwischen Montenegro und Albanien, bis zum Kap Rodon nördlich von Durrës. Die Distanz zwischen diesen beiden Punkten beträgt 30 Kilometer; die Küstenlinie ist über 60 Kilometer lang.
Die Bucht ist hauptsächlich seicht. Die zentralen Gebiete sind meist tiefer als 30 Meter, die tiefsten Stellen aber lediglich 42 Meter tief. Der Untergrund besteht vornehmlich aus Schlamm und Sand. Die Wassertemperatur beträgt im Februar durchschnittlich 1,8 °C, im August 23,4 °C.
Mehrere große Flüsse aus den albanischen Bergen strömen in den Drin-Golf: Im Süden der Ishëm, etwas nördlich der Mat. Der namensgebende Drin fließt heute zum größten Teil in die Buna – der Altlauf Drini i Lezhës, der direkt ins Meer mündet, führt nur noch wenig Wasser. Der südliche Teil des Golfs zwischen Mat-Mündung und Kap Rodon wird auch Gjiri i Rodonit (Rodon-Bucht) genannt. Abgesehen vom Hügelzug, dessen äußere Spitze vom Kap Rodon gebildet wird, und einem weiteren Hügelzug längs des nordöstlichen Ufers, ist die Küste des Golfs flach, geprägt von ausgedehnten Feuchtgebieten mit Lagunen. Die Lagune von Patok liegt südlich der Mat-Mündung bei Fushë-Kuqja, das Feuchtgebiet von Kune-Vain an der Drin-Mündung und ein weiteres Feuchtgebiet östlich der Buna-Mündung bei Velipoja. Über weite Gebiete ist die Küste deshalb unzugänglich, auch wenn die Küstenebene außerhalb dieser Feuchtgebiete seit Mitte des letzten Jahrhunderts trockengelegt ist. Im nördlichen Bereich zieht sich über mehrere Kilometer ein Hügel (561 m ü. A.) entlang der Bucht, dessen seeseitiges Ufer nicht erschlossen ist. Hier findet sich am Hang des Mali i Rencit die Sanddüne Rëra e hedhur (auch Rana e hedhun).

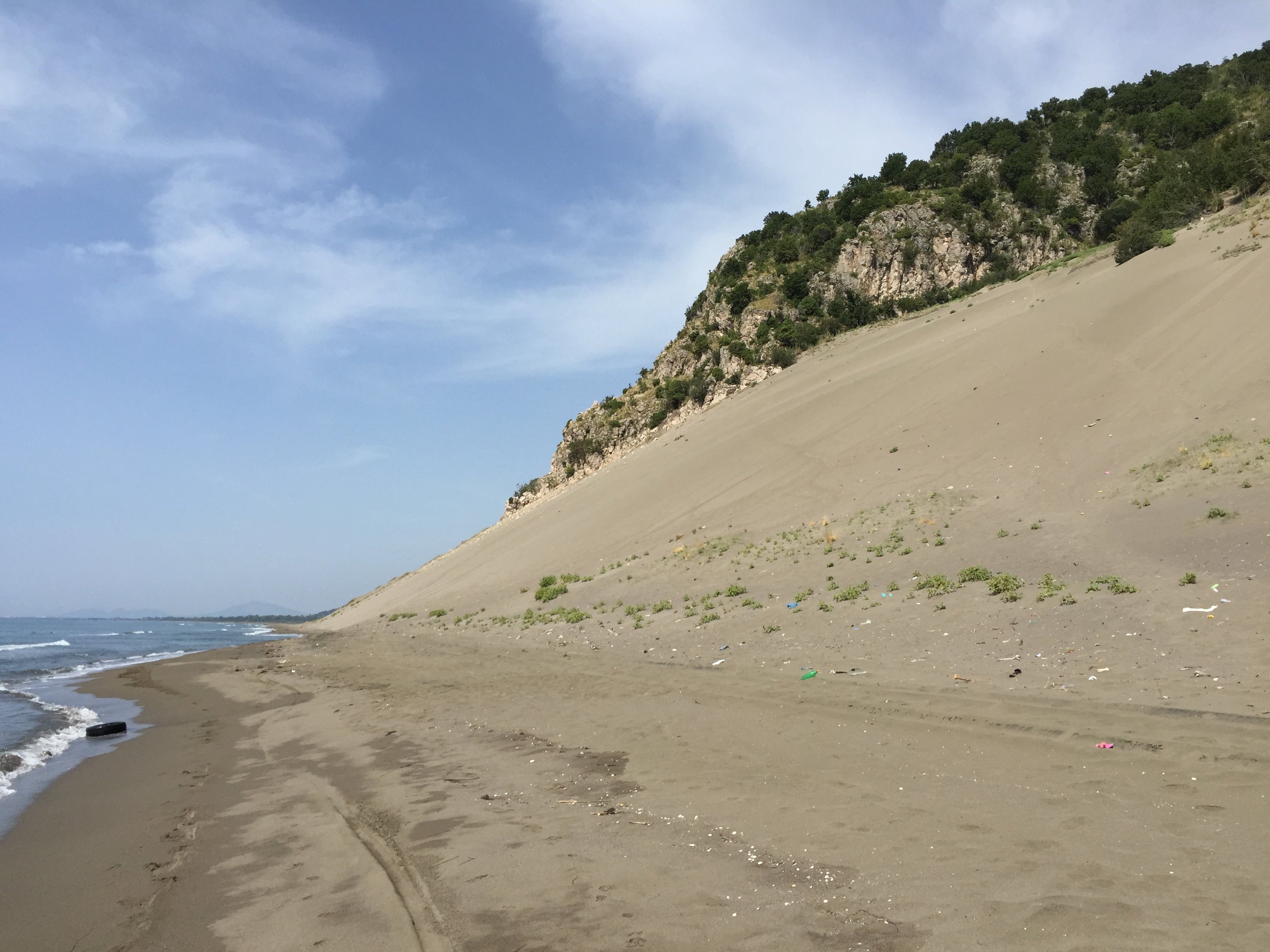
Sanddüne Rëra e hedhur

Shëngjin ist der einzige Hafen am Drin-Golf. Es existiert dort eine weitere kleine Bucht, Gjiri i Shëngjinit. Der Hafen dient als Marine-Basis. Zudem wird dort Erdöl umgeschlagen, und einigen Fischern dient er als Basis. In seichtem Wasser wird oft auch mit Reusen gefischt. Gefischt werden rund 60 Arten. Auch Suppenschildkröten und vor allem Karettschildkröten nutzen den Golf bei der Futtersuche und gehen bei Patok auch an Land. Die Lagunen sind alle bedeutende Feuchtgebiete, die von zahlreichen, zum Teil seltenen Zugvögeln als Rastplatz oder zur Überwinterung genutzt werden.
Shëngin und Velipoja haben sich in den letzten Jahren zu bedeutenden Badeorten entwickelt. Entlang der langen Sandstrände sind zahlreiche Hotelanlagen entstanden, wo sich im Sommer insbesondere Albaner aus dem Inland und aus Kosovo erholen.
Die dem Golf zuführenden Flüsse sind mehrheitlich stark verschmutzt. Ihre schlechte Wasserqualität und Müll – insbesondere Plastik – bedrohen auch die ganze Bucht. Vor allem der Ishëm führt – weil er von der Hauptstadt Tirana herkommt – der Bucht viel Zivilisationsmüll und stinkendes Wasser zu.